# Polska Liga Siatkówki
Polska Liga Siatkówki (av sponsorsskäl även kallat PlusLiga) är den högsta serien i volleyboll för herrklubblag i Polen. Vinnaren av serien blir polsk mästare. Tävlingen har en egen organisation (Polska Liga Siatkówki) som organiserar serien på ett liknande sätt som t.ex. Premier League i fotboll. Serien har funnits under olika namn och organisationsformer sedan 1929. AZS-AWF Warszawa är mest framgångsrika lag med 19 titlar. För närvarande spelar 14 lag i serien. Den är en av de starkaste serierna i Europa. Den nästa högsta serien i det polska seriesystemet är I liga.

## Resultat per år
| Från 1929 och till 1953 kallades serien Mistrzostwa Polski |                                             |                                             |                                             |                                             |                                             |
| 1929 mer information                                       | ŁKS Łódź                                    | AZS-AWF Warszawa                            | Sokół Lwów                                  |                                             |                                             |
| 1930 mer information                                       | AZS-AWF Warszawa                            | KS Absolwenci                               | AZS Wilno                                   |                                             |                                             |
| 1931 mer information                                       | ŁKS Łódź                                    | AZS-AWF Warszawa                            | KS Cracovia                                 |                                             |                                             |
| 1932 mer information                                       | ŁKS Łódź                                    | AZS-AWF Warszawa                            | KS Cracovia                                 |                                             |                                             |
| 1933 mer information                                       | KS Cracovia                                 | AZS Wilno                                   | AZS-AWF Warszawa                            |                                             |                                             |
| 1934 mer information                                       | AZS-AWF Warszawa                            | KS Cracovia                                 | AZS Wilno                                   |                                             |                                             |
| 1935 mer information                                       | AZS-AWF Warszawa                            | AZS Wilno                                   | Sokół Toruń                                 |                                             |                                             |
| 1936                                                       | Ej genomförd                                | Ej genomförd                                | Ej genomförd                                |                                             |                                             |
| 1937 mer information                                       | KS Polonia Warszawa                         | AZS-AWF Warszawa                            | Sokół Lwów                                  |                                             |                                             |
| 1938 mer information                                       | AZS Wilno                                   | AZS-AWF Warszawa                            | KS Polonia Warszawa                         |                                             |                                             |
| 1939 mer information                                       | Sokół Lwów                                  | KS Cresovia Grodno                          | CWS Legia Warszawa                          |                                             |                                             |
| 1940-1945                                                  | Ej genomförd på grund av andra världskriget | Ej genomförd på grund av andra världskriget | Ej genomförd på grund av andra världskriget | Ej genomförd på grund av andra världskriget | Ej genomförd på grund av andra världskriget |
| 1946 mer information                                       | Społem Warszawa                             | AZS-AWF Warszawa                            | TS Wisła Kraków                             |                                             |                                             |
| 1947 mer information                                       | AZS-AWF Warszawa                            | AZS Łódź                                    | Trefl Gdańsk                                |                                             |                                             |
| 1948 mer information                                       | AZS Wratislavia                             | SKS Warszawa                                | AZS-AWF Warszawa                            |                                             |                                             |
| 1949 mer information                                       | AZS-AWF Warszawa                            | AZS Wratislavia                             | Trefl Gdańsk                                |                                             |                                             |
| 1950 mer information                                       | AZS Wratislavia                             | KS Spójnia Gdańsk                           | AZS-AWF Warszawa                            |                                             |                                             |
| 1951                                                       | Ej genomförd                                | Ej genomförd                                | Ej genomförd                                |                                             |                                             |
| 1952 mer information                                       | AZS-AWF Warszawa                            | Gwardia Wrocław                             | Legia Warszawa                              |                                             |                                             |
| 1953 mer information                                       | AZS-AWF Warszawa                            | WKS Gwardia Warszawa                        | Gwardia Wrocław                             |                                             |                                             |
| Från 1954 och till 1957 kallades serien Klasa wydzielona   |                                             |                                             |                                             |                                             |                                             |
| 1954 mer information                                       | AZS-AWF Warszawa                            | Gwardia Wrocław                             | GKS Wybrzeże Gdańsk                         |                                             |                                             |
| 1955 mer information                                       | AZS-AWF Warszawa                            | Gwardia Wrocław                             | Legia Warszawa                              |                                             |                                             |
| 1956 mer information                                       | AZS-AWF Warszawa                            | Legia Warszawa                              | Gwardia Wrocław                             |                                             |                                             |
| 1957 mer information                                       | AZS-AWF Warszawa                            | Legia Warszawa                              | OŚ AZS Kraków                               |                                             |                                             |
| Från 1957 och till 1990 kallades serien I liga             |                                             |                                             |                                             |                                             |                                             |
| 1957-58 mer information                                    | AZS-AWF Warszawa                            | Legia Warszawa                              | GKS Wybrzeże Gdańsk                         |                                             |                                             |
| 1958-59 mer information                                    | AZS-AWF Warszawa                            | Legia Warszawa                              | Górnik Katowice                             |                                             |                                             |
| 1959-60 mer information                                    | AZS-AWF Warszawa                            | Górnik Katowice                             | Legia Warszawa                              |                                             |                                             |
| 1960-61 mer information                                    | AZS-AWF Warszawa                            | Górnik Katowice                             | Legia Warszawa                              |                                             |                                             |
| 1961-62 mer information                                    | Legia Warszawa                              | AZS-AWF Warszawa                            | Pogoń Szczecin                              |                                             |                                             |
| 1962-63 mer information                                    | AZS-AWF Warszawa                            | Legia Warszawa                              | Górnik Katowice                             |                                             |                                             |
| 1963-64 mer information                                    | Legia Warszawa                              | Gwardia Wrocław                             | Górnik Katowice                             |                                             |                                             |
| 1964-65 mer information                                    | AZS-AWF Warszawa                            | Legia Warszawa                              | Gwardia Wrocław                             |                                             |                                             |
| 1965-66 mer information                                    | AZS-AWF Warszawa                            | Legia Warszawa                              | Gwardia Wrocław                             |                                             |                                             |
| 1966-67 mer information                                    | Legia Warszawa                              | AZS-AWF Warszawa                            | Hutnik Kraków                               |                                             |                                             |
| 1967-68 mer information                                    | AZS-AWF Warszawa                            | Hutnik Kraków                               | Legia Warszawa                              |                                             |                                             |
| 1968-69 mer information                                    | Legia Warszawa                              | Hutnik Kraków                               | AZS-AWF Warszawa                            |                                             |                                             |
| 1969-70 mer information                                    | Legia Warszawa                              | AZS-AWF Warszawa                            | Asseco Resovia                              |                                             |                                             |
| 1970-71 mer information                                    | Asseco Resovia                              | Legia Warszawa                              | AZS Olsztyn                                 |                                             |                                             |
| 1971-72 mer information                                    | Asseco Resovia                              | AZS Olsztyn                                 | AZS-AWF Warszawa                            |                                             |                                             |
| 1972-73 mer information                                    | AZS Olsztyn                                 | Asseco Resovia                              | Legia Warszawa                              |                                             |                                             |
| 1973-74 mer information                                    | Asseco Resovia                              | AZS Olsztyn                                 | GKS Płomień Milowice                        |                                             |                                             |
| 1974-75 mer information                                    | Asseco Resovia                              | GKS Płomień Milowice                        | AZS Olsztyn                                 |                                             |                                             |
| 1975-76 mer information                                    | AZS Olsztyn                                 | GKS Płomień Milowice                        | FKS Avia Świdnik                            |                                             |                                             |
| 1976-77 mer information                                    | GKS Płomień Milowice                        | AZS Olsztyn                                 | Asseco Resovia                              |                                             |                                             |
| 1977-78 mer information                                    | AZS Olsztyn                                 | Hutnik Kraków                               | Legia Warszawa                              |                                             |                                             |
| 1978-79 mer information                                    | GKS Płomień Milowice                        | Hutnik Kraków                               | Gwardia Wrocław                             |                                             |                                             |
| 1979-80 mer information                                    | Gwardia Wrocław                             | AZS Olsztyn                                 | Legia Warszawa                              |                                             |                                             |
| 1980-81 mer information                                    | Gwardia Wrocław                             | Legia Warszawa                              | Hutnik Kraków                               |                                             |                                             |
| 1981-82 mer information                                    | Gwardia Wrocław                             | Legia Warszawa                              | AZS Olsztyn                                 |                                             |                                             |
| 1982-83 mer information                                    | Legia Warszawa                              | Gwardia Wrocław                             | AZS Olsztyn                                 |                                             |                                             |
| 1983-84 mer information                                    | Legia Warszawa                              | Gwardia Wrocław                             | KS Stal Stocznia Szczecin                   |                                             |                                             |
| 1984-85 mer information                                    | KS Stal Stocznia Szczecin                   | Legia Warszawa                              | AZS Olsztyn                                 |                                             |                                             |
| 1985-86 mer information                                    | Legia Warszawa                              | KS Stal Stocznia Szczecin                   | Hutnik Kraków                               |                                             |                                             |
| 1986-87 mer information                                    | KS Stal Stocznia Szczecin                   | Hutnik Kraków                               | Asseco Resovia                              |                                             |                                             |
| 1987-88 mer information                                    | Hutnik Kraków                               | KS Stal Stocznia Szczecin                   | Asseco Resovia                              |                                             |                                             |
| 1988-89 mer information                                    | Hutnik Kraków                               | AZS Olsztyn                                 | KS Stal Stocznia Szczecin                   |                                             |                                             |
| 1989-90 mer information                                    | AZS Częstochowa                             | Hutnik Kraków                               | AZS Olsztyn                                 |                                             |                                             |
| Från 1990 och till 2000 kallades serien I liga seria A     |                                             |                                             |                                             |                                             |                                             |
| 1990-91 mer information                                    | AZS Olsztyn                                 | AZS Częstochowa                             | KS Jastrzębski Węgiel                       |                                             |                                             |
| 1991-92 mer information                                    | AZS Olsztyn                                 | AZS Częstochowa                             | KS Stal Nysa                                |                                             |                                             |
| 1992-93 mer information                                    | AZS Częstochowa                             | AZS Olsztyn                                 | KS Stal Nysa                                |                                             |                                             |
| 1993-94 mer information                                    | AZS Częstochowa                             | KS Stal Nysa                                | WKS Czarni Radom                            |                                             |                                             |
| 1994-95 mer information                                    | AZS Częstochowa                             | KS Stal Nysa                                | WKS Czarni Radom                            |                                             |                                             |
| 1995-96 mer information                                    | Płomień Sosnowiec                           | Legia Warszawa                              | AZS Częstochowa                             |                                             |                                             |
| 1996-97 mer information                                    | AZS Częstochowa                             | ZAKSA Kędzierzyn-Koźle                      | KS Morze Bałtyk Szczecin                    |                                             |                                             |
| 1997-98 mer information                                    | ZAKSA Kędzierzyn-Koźle                      | KS Morze Bałtyk Szczecin                    | KS Stal Nysa                                |                                             |                                             |
| 1998-99 mer information                                    | AZS Częstochowa                             | ZAKSA Kędzierzyn-Koźle                      | GTPS Gorzów Wielkopolski                    |                                             |                                             |
| 1999-00 mer information                                    | ZAKSA Kędzierzyn-Koźle                      | GTPS Gorzów Wielkopolski                    | AZS Częstochowa                             |                                             |                                             |
| Sedan 2000 kallas serien Polska Liga Siatkówki             |                                             |                                             |                                             |                                             |                                             |
| 2000-01 mer information                                    | ZAKSA Kędzierzyn-Koźle                      | AZS Częstochowa                             | KS Jastrzębski Węgiel                       |                                             |                                             |
| 2001-02 mer information                                    | ZAKSA Kędzierzyn-Koźle                      | AZS Częstochowa                             | Skra Bełchatów                              |                                             |                                             |
| 2002-03 mer information                                    | ZAKSA Kędzierzyn-Koźle                      | AZS Częstochowa                             | KS Jastrzębski Węgiel                       |                                             |                                             |
| 2003-04 mer information                                    | KS Jastrzębski Węgiel                       | AZS Olsztyn                                 | AZS Częstochowa                             |                                             |                                             |
| 2004-05 mer information                                    | Skra Bełchatów                              | AZS Olsztyn                                 | AZS Częstochowa                             |                                             |                                             |
| 2005-06 mer information                                    | Skra Bełchatów                              | KS Jastrzębski Węgiel                       | AZS Olsztyn                                 |                                             |                                             |
| 2006-07 mer information                                    | Skra Bełchatów                              | KS Jastrzębski Węgiel                       | AZS Olsztyn                                 |                                             |                                             |
| 2007-08 mer information                                    | Skra Bełchatów                              | AZS Częstochowa                             | AZS Olsztyn                                 |                                             |                                             |
| 2008-09 mer information                                    | Skra Bełchatów                              | Asseco Resovia                              | KS Jastrzębski Węgiel                       |                                             |                                             |
| 2009-10 mer information                                    | Skra Bełchatów                              | KS Jastrzębski Węgiel                       | Asseco Resovia                              |                                             |                                             |
| 2010-11 mer information                                    | Skra Bełchatów                              | ZAKSA Kędzierzyn-Koźle                      | Asseco Resovia                              |                                             |                                             |
| 2011-12 mer information                                    | Asseco Resovia                              | Skra Bełchatów                              | ZAKSA Kędzierzyn-Koźle                      |                                             |                                             |
| 2012-13 mer information                                    | Asseco Resovia                              | ZAKSA Kędzierzyn-Koźle                      | KS Jastrzębski Węgiel                       |                                             |                                             |
| 2013-14 mer information                                    | Skra Bełchatów                              | Asseco Resovia                              | KS Jastrzębski Węgiel                       |                                             |                                             |
| 2014-15 mer information                                    | Asseco Resovia                              | Trefl Gdańsk                                | Skra Bełchatów                              |                                             |                                             |
| 2015-16 mer information                                    | ZAKSA Kędzierzyn-Koźle                      | Asseco Resovia                              | Skra Bełchatów                              |                                             |                                             |
| 2016-17 mer information                                    | ZAKSA Kędzierzyn-Koźle                      | Skra Bełchatów                              | KS Jastrzębski Węgiel                       |                                             |                                             |
| 2017-18 mer information                                    | Skra Bełchatów                              | ZAKSA Kędzierzyn-Koźle                      | Trefl Gdańsk                                |                                             |                                             |
| 2018-19 mer information                                    | ZAKSA Kędzierzyn-Koźle                      | Projekt Warszawa                            | KS Jastrzębski Węgiel                       |                                             |                                             |
| 2019-20 mer information                                    | Ej utdelade                                 | Ej utdelade                                 | Ej utdelade                                 |                                             |                                             |
| 2020-21 mer information                                    | KS Jastrzębski Węgiel                       | ZAKSA Kędzierzyn-Koźle                      | Projekt Warszawa                            |                                             |                                             |
| 2021-22 mer information                                    | ZAKSA Kędzierzyn-Koźle                      | KS Jastrzębski Węgiel                       | Warta Zawiercie                             |                                             |                                             |

## Resultat per klubb
| Lag                       | Antal titlar | Säsonger |
| ------------------------- | ------------ | --- |
| AZS-AWF Warszawa          | 19           | 1930, 1934, 1935, 1947, 1949, 1952, 1953, 1954, 1955, 1956, 1957, 1957-58, 1958-59, 1959-60, 1960-61, 1962-63, 1964-65, 1965-66, 1967-68 |
| Skra Bełchatów            | 9            | 2004-05, 2005-06, 2006-07, 2007-08, 2008-09, 2009-10, 2010-11, 2013-14, 2017-18                                                          |
| ZAKSA Kędzierzyn-Koźle    | 9            | 1997-98, 1999-00, 2000-01, 2001-02, 2002-03, 2015-16, 2016-17, 2018-19, 2021-22                                                          |
| Legia Warszawa            | 8            | 1961-62, 1963-64, 1966-67, 1968-69, 1969-70, 1982-83, 1983-84, 1985-86                                                                   |
| Asseco Resovia            | 7            | 1970-71, 1971-72, 1973-74, 1974-75, 2011-12, 2012-13, 2014-15                                                                            |
| AZS Częstochowa           | 6            | 1989-90, 1992-93, 1993-94, 1994-95, 1996-97, 1998-99                                                                                     |
| AZS Olsztyn               | 5            | 1972-73, 1975-76, 1977-78, 1990-91, 1991-92                                                                                              |
| ŁKS Łódź                  | 3            | 1929, 1931, 1932 |
| Gwardia Wrocław           | 3            | 1979-80, 1980-81, 1981-82 |
| AZS Wratislavia           | 2            | 1948, 1950 |
| GKS Płomień Milowice      | 2            | 1976-77, 1978-79 |
| KS Stal Stocznia Szczecin | 2            | 1984-85, 1986-87 |
| Hutnik Kraków             | 2            | 1987-88, 1988-89 |
| KS Jastrzębski Węgiel     | 2            | 2003-04, 2020–21 |
| KS Cracovia               | 1            | 1933 |
| KS Polonia Warszawa       | 1            | 1937 |
| AZS Wilno                 | 1            | 1938 |
| Sokół Lwów                | 1            | 1939 |
| Społem Warszawa           | 1            | 1946 |
| Płomień Sosnowiec         | 1            | 1995-96 |